# Savannehypothese
De savannehypothese is een hypothese die menselijke bipedie verklaart als gevolg van de overgang die vroege hominini maakten van een omgeving van tropisch bos naar savanne. Op die savanne moesten langere afstanden worden afgelegd om aan voedsel te komen en rechtop lopen is daarvoor efficiënter dan knokkellopen zoals andere homininae doen. In de eerste helft van de twintigste eeuw werd hierbij gedacht aan open grasland, maar sindsdien wordt er in toenemende mate rekening mee gehouden dat een savanne een rijke begroeiing heeft met bomen en bestaat uit een mozaïek van biomen.
Het idee dat een klimaatgedreven achteruitgang van tropische bossen de vroege hominini dwong tot bipedie is er al lange tijd, vaak impliciet. Sommige vroege auteurs zagen savannes als open graslanden, terwijl anderen een mozaïek van omgevingen zagen, van bosgebieden tot graslanden. Sinds de jaren 1990 krijgt de hypothese meer kritiek. De open-graslanden-versie wordt meestal afgewezen, terwijl de mozaïekversie nog steeds relatief breed gedragen wordt, hoewel de overgang van bos naar savanne waarschijnlijk geleidelijker is verlopen dan eerder werd gedacht.

## Vroege hypotheses
De vroege hypothese was vooral gebaseerd op aannames, aangezien het bij gebrek aan fossielen ontbrak aan empirische onderbouwing. Dat het proces zich had afgespeeld in open grasland werd vooral zijdelings genoemd, terwijl de nadruk niet lag op waar, maar vooral hoe het zich had afgespeeld.
Charles Darwin wordt wel genoemd als een vroege proponent van deze hypothese, omdat hij een verandering van omstandigheden zag als drijfveer van de ontwikkeling van tweevoetigheid, aangezien daarmee de handen vrij kwamen om wapens en werktuigen te hanteren. Darwin noemde de overgang naar van tropisch bos naar savanne echter niet als mechanisme. Lamarck had al voor Darwin een vergelijkbare vaststelling gedaan.
Alfred Russel Wallace verwoordde in 1889 waarom de oorsprong van de mens in de open vlakte gezocht moest worden. Het zou zeer onwaarschijnlijk zijn dat tweevoetigheid ontwikkeld zou zijn in tropische bossen waar fruit het belangrijkste voedsel is en vooral verkregen moet worden door in bomen te klimmen. Afrika leek hem echter onwaarschijnlijk, omdat dit continent afgescheiden was geweest van Eurazië en waar de hogere zoogdieren zich pas na hereniging van de continenten zouden vestigen.
Gustav Steinmann zag in 1908 klimaatverandering als aanleiding tot tweevoetigheid doordat bossen door verminderde regenval veranderde in savanne. Dat een deel aapachtig bleef, verklaarde hij doordat een deel zich terug zou trekken in het kleiner wordende bos, terwijl zij die aan de randen woonden op de savanne tweebenigheid zouden ontwikkelen. Op die manieren zouden op verschillende tijdstippen meerdere menstypes geëvolueerd kunnen zijn.
Darwin zag Afrika als waarschijnlijke plaats waar de evolutie van de mens begon. Henry Fairfield Osborn kwam echter op vergelijkbare wijze tot de bossen en overstromingsvlakten van Zuid-Azië. Op Java was in 1891 ook de tot dan toe oudste mensachtige gevonden, de Javamens. Naar Lamarck dacht Osborn dat het gebruik van handen de groei van de hersenen stimuleerde en naar Grafton Elliot Smith dat dit op zijn beurt bijdroeg aan tweevoetigheid.
Max Hilzheimer stelde in 1921 zelfs dat het bos een remmend effect op de ontwikkeling heeft en dat bewoners van open landschappen bijna altijd geavanceerder zijn.
Raymond Dart vond in 1924 in Zuid-Afrika het Taungkind, een Australopithecus africanus. De omgeving van Taung was niet bosrijk en Dart stelde dat een opener omgeving dan het bos waarin apen gedijen dan ook nodig was om tot de evolutie van de mens te komen en de sporadisch van bomen voorziene open vlaktes van Zuid-Afrika waren daarvoor de aangewezen plaats. Robert Broom zag de vondst van het Taungkind ook als bevestiging dat een antropoïde aap de bossen had verruild voor de open vlaktes.
Zo stelde ook Hans Weinert in 1932 dat mensapen zich alleen in geval van nood in open terrein begeven waar zij met hun relatief onhandige manier van lopen op de grond in het nadeel zijn ten opzichte van vijanden. De voorouders van de mens zouden de bomen dan ook niet verlaten hebben, maar de bomen verlieten hen. Dat stelde ook Amadeus William Grabau in 1944. Daarmee zou een einde zijn gekomen aan het zoete nietsdoen.
Vanuit antropocentrische en eurocentrische ideeën kon de menselijke evolutie nog wel eens gepresenteerd worden als een onvermijdelijk proces, een unilineaire evolutie van vooruitgang. Zo zag Ellsworth Huntington met zijn ecologisch determinisme het klimaat als de uiteindelijk bepalende factor richting its present flowering in civilization. Ook bij hem was het verdwijnen van de bossen de grote aanjager tot tweevoetigheid.
Dit idee werd breed gedragen, maar niet door iedereen geaccepteerd. Zo wees Franz Weidenreich dit widely spread belief af in zijn beschrijving uit 1939 van Sinanthropus, beter bekend als de Pekingmens. De voorouder van de Pekingmens zou volgens hem in het vroege Mioceen hebben geleefd en het was volgens Weidenreich onwaarschijnlijk dat deze de overgang van miljoenen jaren overleefd zou hebben in deze omgeving. De evolutie zou dan ook plaats hebben gevonden voordat deze op de grond ging leven. Volgens Weidenreich kwam het misverstand voort uit het idee dat er een enkele wieg van de mensheid was, terwijl hij een vroeg multiregionaal model voorstond.
Ondanks deze kanttekening werd het verdwijnen van het bos veelal impliciet aangenomen voor de hypotheses die volgden. Of de aanzet tot tweevoetigheid nu lag in de mogelijkheid van het dragen van kinderen, voedsel of wapens, of dat het een waakzame rechtopstaande houding mogelijk maakte, het speelde zich af op de savanne. Bij het grote publiek werden deze ideeën bekend door schrijver Robert Ardrey die veel contact met Dart onderhield.

## Ecologische benaderingen
George A. Bartholomew en Joseph Birdsell stelden in 1959 vast dat een leven op de grond niet noodzakelijk tot tweevoetigheid leidt, aangezien apen van de Oude Wereld die deze levenswijze volgden, dit deden op vier poten. Hun werk zette aan tot een meer ecologische benadering en de rol van bevolkingsdruk bij het onderzoek naar de evolutie van de Australopithecus.
In 1961 werd op Burg Wartenstein het African Ecology and Human Evolution-symposium gehouden door het Wenner-Gren Foundation for Anthropological Research. De resultaten werden in 1963 gepubliceerd. John Talbot Robinson voerde de ecologische aanpak door en onderzocht de adaptieve radiatie van de Australopithecus, de soortvorming door adaptie aan verschillende ecologische niches. Robinson stelde dat tweevoetigheid juist vooraf ging aan de groei van de hersenen en zocht dan ook naar een andere oorzaak van die bipedie. Hij zocht daarbij naar de verschillen in selectiedruk tussen Australopithecus en Paranthropus en vond die in verschillen in dieet. Klimaatverandering zag hij daarbij als mogelijke verklaring, waarbij de habitat veranderde van bossen naar savanne. Théodore Monod beschreef de rol in de menselijke evolutie van natte periodes waarin de Sahara een beboste savanne was.
Clifford Jolly wees op het gevaar van cirkelredeneringen die uiteindelijk niet verklaren waarom de mensachtigen zich afsplitsten van de overige mensapen. Hij wees de theorie af dat het gebruik van wapens en gereedschappen, de jacht en het eten van vlees zouden hebben bijgedragen aan de verandering naar bipedie. In het open landschap zag hij de zaden van grassen en kruiden als het hoofdvoedsel en hier zou de evolutie van de mens zijn begonnen, in eerste instantie in een dambo-drasland. Jolly richtte zich daarbij vooral op aanwijzingen van fossiele gebitten. Tweevoetigheid zou dan ontstaan zijn vanuit een rechtopzittende positie.
C. Owen Lovejoy wees in 1981 de stelling van Jolly af dat de eethouding de aanleiding tot tweevoetigheid zou zijn geweest. Het zou waarschijnlijker zijn dat de vroege hominini al tweevoetig was toen deze zich op de savanne waagde. Ook directere savannehypotheses wees hij af. Hij stelde dat de toegenomen seizoensinvloeden door klimaatverandering bijdroegen aan de monogamie van de vroege hominini, waarbij de man een belangrijke rol speelde in de zorg voor de kinderen. Anders dan bij andere dieren voldeed de mond niet om voedsel in voldoende hoeveelheden te dragen, zodat het vrijkomen van de handen een selectiedruk richting tweevoetigheid zou geven. Na de vondst van Ardipithecus ramidus stelde Lovejoy opnieuw dat vroege homonini monogaam waren, onder meer op basis van de geringe seksuele dimorfie, de kleine hoektanden en een geringe spermacompetitie. Vrouwen zouden de voorkeur geven aan niet-agressieve mannen die voedsel meebrachten. Dat Ardi monogaam zou zijn, was echter onder meer volgens Frans de Waal een voorbarige conclusie.
Aangezien geografische soortvorming de enige vorm van soortvorming is bij hogere diersoorten, ging Adriaan Kortlandt op zoek naar welke barrière dit had kunnen zijn. Aangezien apen slechte zwemmers zijn en weinig voedsel en water met zich mee kunnen dragen, zocht hij naar waterbarrières en droge gebieden. Kortlandt zag de Grote Slenk met de Nijl en de Zambezi als een dubbele barrière, waarbij desiccatie van Oost-Afrika vervolgens de aanzet tot tweevoetigheid zou hebben gegeven. Dit kwam overeen met de locatie van enkele belangrijke fossielen die tot dan toe gevonden waren, zoals in 1939 de Australopithecus afarensis in Laetoli door Ludwig Kohl-Larsen en de Paranthropus boisei in de Olduvaikloof in 1959 door Mary Leakey. Deze Rift Valley theory werd bekend als de East Side Story van Yves Coppens.

## Consensus in beweging
Tot de jaren 1990 bevestigden de fossielen grotendeels de savanne als leefgebied, mede door gebitten waarvan de tanden met een dikkere laag glazuur zijn bedekt, wat wijst op een dieet met meer vezel dan het fruit in tropische bossen. Sindsdien werden er fossielen van oudere hominini gevonden die de consensus in beweging brachten. Bij deze vroege hominini waren een aantal veranderingen richting de moderne mens te zien. Zo wijzen kleinere hoektanden op een verschuiving in de voeding. De positie en oriëntatie van het foramen magnum of achterhoofdsgat, de gang en houding met andere postcraniële elementen zoals het bekken en de onderste ledematen wijzen op een rechtopstaande houding en aanzet tot tweevoetigheid. Andere eigenschappen laten niet of nauwelijks veranderingen zien, zoals de voeten, de bovenste ledematen en de schedelcapaciteit.
In 1993 werden in Aramis in Ethiopië 4,4 miljoen jaar oude fossiele tanden gevonden door een groep onder leiding van Tim D. White die toegeschreven werden aan een nieuwe soort, Australopithecus ramidus, later Ardipithecus ramidus genoemd. De leeftijd was daarmee een half miljoen jaar ouder dan tot dan toe bekende A. afarensis en had een aapachtiger voorkomen. In 2009 werd er na uitgebreid onderzoek in een serie van elf artikelen in Science meer gepubliceerd over Ardi. Hierin werd de conclusie getrokken dat Ar. ramidus meer beboste gebieden prefereerde in plaats van open grasland, waarmee de klimaatgedreven savannehypothese niet houdbaar zou zijn.
Daarop kwam een jaar later de kritiek dat er in Aramis wel degelijk sprake was geweest van savanne.
Voor Phillip Tobias droeg de vondst in 1994 van Little Foot er toe bij om de savannehypothese als achterhaald te betitelen. Tot die tijd was hij steeds uitgegaan van die hypothese.
In 2000 vonden Brigitte Senut en Martin Pickford in Kenia de zo'n 6 miljoen jaar oude Orrorin tugenensis. Het skelet lijkt te wijzen op zowel tweevoetigheid als een goede klimvaardigheid. Dit laatste wijst op een bosachtige omgeving, net als de vondst van zwart-witte franjeapen. De vondst van impala's wijst dan weer meer richting een opener landschap. Het bracht Senut later tot de conclusie dat de savannehypothese niet langer houdbaar was. Als deze fossielen inderdaad vroege voorouders zijn van de moderne mens, dan is de leefomgeving van de latere Australopithecus minder relevant.
In 2001 werd in Tsjaad de 7 miljoen jaar oude Sahelanthropus tchadensis ontdekt. Gebaseerd op dierlijke vondsten in de buurt was dit een mozaïek van omgevingen met savannes, graslanden en galerijbossen langs meren, al was er meer onderzoek nodig om dit precies vast te stellen. De in 1997 ontdekte en zo'n 5,6 miljoen jaar oude Ardipithecus kadabba werd gevonden in een vergelijkbaar terrein.

## Definitie van savanne
Niet iedereen ging mee in het afschrijven van de savannehypothese. Een gebrekkige definitie van wat een savanne is, speelde daarbij een rol. Critici van de hypothese zagen in veel gevallen de savanne als open graslanden met slecht sporadische boomgroei. Savannes kunnen echter een hoge boomdichtheid hebben en ook vochtig zijn. De huidige Afrikaanse savannes bevatten vooral bomen van de soort Brachystegia, Isoberlinia en Julbernardia. Het grote onderscheid tussen savannes en bossen is dan ook het ontbreken van grassen in de laatste. Thure E. Cerling ontwikkelde een methode om de bosachtige bedekking te bepalen van oude landschappen, waarmee een definitie van wat een savanne is niet meer nodig is.
Door onderscheid te maken tussen de C3-planten van de tropische bossen en de mix van bomen en C4-grassen van de savanne, onderzochten zij de stabiele koolstof-isotoop van paleosollen van enkele sites in Oost-Afrika. Zo beschreven zij landschappen variërend van bos, open bos/ struweel, beboste graslanden tot graslanden. Zij kwamen tot de conclusie dat de vroegere hominini in een opener omgeving leefden dan Australopithecus, waarmee de savannehypothese een plausibele mogelijkheid blijft.
Aansluitend bij Cerling stelt Manuel Domínguez-Rodrigo dat de gebruikelijke onderverdeling van landschappen in grassig, bosrijk en bebost weinig zinvol is, omdat dit niets zegt over de selectiedruk op zoogdieren. Zo is de selectiedruk van grasvelden in tropische bossen onvergelijkbaar met de graslanden van de savannes. Ook kennen tropische bossen vele verschillende soorten bomen, terwijl savannes slechts enkele soorten kennen, die ook nog eens nauwelijks fruit dragen. Een andere factor is die van schaal. Paleontologen onderzoeken veelal alleen de site zelf, een gebied van enkele honderden tot duizenden meters. Deze habitats worden wel aangeduid als biomen, maar deze laatsten omvatten vele honderden kilometers. Ook Domínguez-Rodrigo stelt dat de savannehypothese nog steeds een goede verklaring kan geven, al is de overgang van omgeving waarschijnlijk minder abrupt geweest dan enkele vroegere auteurs dachten.